# Iwan Utrobin
Iwan Stiepanowicz Utrobin (ros. Иван Степанович Утробин, ur. 10 marca 1934 w Orłówce, zm. 25 czerwca 2020) – rosyjski biegacz narciarski reprezentujący Związek Radziecki, brązowy medalista olimpijski oraz brązowy medalista mistrzostwa świata.

## Kariera
Igrzyska olimpijskie w Innsbrucku w 1964 roku były pierwszymi i zarazem ostatnimi w jego karierze. Wspólnie z Giennadijem Waganowem, Igorem Woronczichinem i Pawłem Kołczinem wywalczył tam brązowy medal w sztafecie 4 × 10 km. W swoim jedynym indywidualnym starcie, w biegu na 30 km techniką klasyczną zajął 17. miejsce.
W 1962 roku wystartował na mistrzostwach świata w Zakopanem. Wraz z Pawłem Kołczinem, Aleksiejem Kuzniecowem i Giennadijem Waganowem zdobył tam swój drugi brązowy medal w sztafecie. Zajął także siódme miejsce w biegu na 30 km. Startował także na mistrzostwach świata w Oslo w 1966 r., gdzie zajął piąte miejsce w sztafecie.
Utrobin zdobył dwanaście tytułów mistrza Związku Radzieckiego: w biegu na 15 km w 1966 r., w biegu na 30 km w latach 1960, 1962 i 1965 r., w biegu na 50 km w latach 1961, 1963, 1965 i 1966, w biegu na 70 km w latach 1965, 1967 i 1968 oraz w sztafecie w 1962 roku. Po zakończeniu kariery Utrobin pracował jako trener oraz opiekował się trasami biegowymi w Krasnogorsku, gdzie sam trenował. Od 1978 roku w rocznicę jego urodzin organizowane są tam biegi na dystansach 30 km stylem klasycznym dla mężczyzn oraz 15 km stylem klasycznym dla kobiet.

## Osiągnięcia

### Igrzyska olimpijskie
| Miejsce | Dzień       | Rok  | Miejscowość | Konkurencja             | Czas biegu  | Strata      | Zwycięzca       |
| ------- | ----------- | ---- | ----------- | ----------------------- | ----------- | ----------- | --------------- |
| 17.     | 30 stycznia | 1964 | Innsbruck   | 30 km stylem klasycznym | 1:30:50,7 h | +3:09,7 min | Eero Mäntyranta |
| 3.      | 8 lutego    | 1964 | Innsbruck   | Sztafeta 4 × 10 km      | 2:18:34,6 h | +12,3 s     | Szwecja         |

### Mistrzostwa świata
| Miejsce | Dzień     | Rok  | Miejscowość | Konkurencja             | Czas biegu  | Strata      | Zwycięzca       |
| ------- | --------- | ---- | ----------- | ----------------------- | ----------- | ----------- | --------------- |
| 7.      | 18 lutego | 1962 | Zakopane    | 30 km stylem klasycznym | 1:52:39,4 h | +1:30,0 min | Eero Mäntyranta |
| 3.      | 22 lutego | 1962 | Zakopane    | Sztafeta 4 × 10 km      | 2:24:39,8 h | +1:34,5 min | Szwecja         |
| 14.     | 17 lutego | 1966 | Oslo        | 30 km stylem klasycznym | 1:37:26,7 h | +3:07,9 min | Eero Mäntyranta |
| 5.      | 23 lutego | 1966 | Oslo        | Sztafeta 4 × 10 km      | 2:14:27,9 h | +4:39,2 min | Norwegia        |